# Avicenna
 Denne artikel omhandler en tajik. Opslagsordet har også en anden betydning, se Avicenna (månekrater).
Avicenna (født 980, død 18. juni 1037) var en persisk læge, filosof og politiker. "Avicenna" er en latinisering af Por sina ibn Sina og er længe blevet brugt i vestlig omtale af ham. Hans fulde navn var Abu Ali al-Husain ibn Abdallah ibn Sina.
Ibn Sina blev født i Kharmaithen (i det nuværende Usbekistan),  og han døde i Hamadan, (i dag: Iran).  Han var af fornem æt og blev allerede i en ung alder bekendt som læge og kom i gunst hos en af de samanidiske fyrster i Bukhara. Senere blev han vezir hos en fyrste i Hamadan, blev afsat på grund af et oprør og derfor fængslet af efterfølgeren. Det lykkedes ham at flygte, og han blev livlæge i Ispahan. Under hele sit bevægede liv arbejdede han rastløst og hengav sig samtidig til alle livsnydelser, og for dette dobbelte kraftforbrug bukkede hans legeme til sidst under.
Mellem 1200 og 1550 fik hans skriftlige arbejder også stor betydning i den kristne verden. Han skrev mere end 400 bøger, heriblandt Helbredelsens bog og el-qanun fi’ttibb Medicinsk regelsæt, også kendt som Qanun. Denne medicinske encyklopædi blev oversat til latin under navnet Canon medicinae og blev brugt som lærebog i Vesteuropa op til det 17. århundrede. Ibn Sina kan sammenlignes med en lægelig kapacitet som Abu Bakr Mohammad Ibn Zakariya al-Razi.
I sine filosofiske skrifter er Ibn Sina tydeligt påvirket af Platon og Aristoteles, som han fortolker med al-Farabi som mellemled. Han søgte at forene og bringe overensstemmelse mellem Aristoteles lære og muslimske rettroenheds sætninger, dog uden at dette altid lykkedes. Han betragtes som én af de fire store, mutazilitiske lærde, hvor de andre tre er al-Kindi (800-873), al-Farabi (870-950) og Ibn Rushd (se Averröes 1126-1198). Disse er dog ikke hans samtidige.

## Literatur
- Høgel, Christian og Saer El-Jaichi (2020): Arabisk filosofi. Systime. ISBN 978-87-616-9224-5
- Langermann, Y. T. (ed.), Avicenna and his Legacy. A Golden Age of Science and Philosophy, Brepols Publishers, 2010, ISBN 978-2-503-52753-6